# ماتياس حذوة
ماتياس نيكولاس حذوة غونزاليز (بالإسبانية: Matías Jadue) (مواليد 16 مايو 1992) لاعب كرة قدم تشيلي من أصل فلسطيني يجيد اللعب في مركز الهجوم مع منتخب فلسطين الوطني و نادي ديبورتس أنتوفاغاستا في الدوري التشيلي الممتاز.

## روابط خارجية
- ماتياس حذوة على موقع قاعدة بيانات كرة القدم.إي يو (الإنجليزية)
- ماتياس حذوة على موقع ناشيونال فوتبول تيمز (الإنجليزية)
- ماتياس حذوة على موقع Soccerway.com (الإنجليزية)
- ماتياس حذوة على موقع عالم كرة القدم.نت (الإنجليزية)
- ماتياس حذوة على موقع AS.com (الإسبانية)